# Sascha Stulz
Sascha Stulz (* 3. Juni 1988) ist ein Schweizer Fussballtorhüter.

## Karriere
Sascha Stulz begann seine Fussballkarriere beim FC Dürrenast, bei dem er von 2005 bis 2006 in Diensten stand und einen Einsatz in der 2. Liga interregional erhielt. 2006 ging er zum FC Thun, bei dem er in der Saison 2006/07 ohne Ligaeinsatz blieb. In der Saison 2007/08 lief er in sechs Spielen in der Super League für Thun auf und stieg zum Saisonende mit der Mannschaft in die Challenge League ab. In den darauffolgenden zwei Saisons bestritt er mit dem FC Thun 48 Spiele in der zweithöchsten Spielklasse. In der Saison 2009/10 wurde der FC Thun Challenge-League-Meister und schaffte den Wiederaufstieg in die Super League. Trotz diesem Erfolg wurde Stulz auf die neue Saison 2010/11 hin als Stammtorhüter ersetzt und kam nur noch in Cupspielen und bei der U21 zum Einsatz. Aus diesem Grund wechselte er vor Beginn der Rückrunde zum FC Schaffhausen, wo er einen Vertrag bis zum 30. Juni 2012 unterschrieb. Der Vertrag wurde aber frühzeitig aufgelöst, und im Jahr 2012 versuchte er einen Neustart beim FC Interlaken.